# فرودگاه باکاچرس رنچ
فرودگاه باکاچرس رنچ (به انگلیسی: Backachers Ranch Airport) یک فرودگاه خصوصی است که یک باند فرود چمن دارد و طول باند آن ۷۳۱ متر است. این فرودگاه در کشور ایالات متحده آمریکا قرار دارد و در ارتفاع ۴۴۵ متری از سطح دریا واقع شده‌است.